# Colonia San José, Zacatecas
Colonia San José är en ort i Mexiko.   Den ligger i kommunen Guadalupe och delstaten Zacatecas, i den centrala delen av landet, 500 km nordväst om huvudstaden Mexico City. Colonia San José ligger 2 273 meter över havet och antalet invånare är 130.
Terrängen runt Colonia San José är platt åt sydost, men åt nordväst är den kuperad. Runt Colonia San José är det ganska tätbefolkat, med 160 invånare per kvadratkilometer. Närmaste större samhälle är Guadalupe, 2,3 km norr om Colonia San José. Omgivningarna runt Colonia San José är i huvudsak ett öppet busklandskap.